# Berenguer de Vilademuls
Berenguer de Vilademuls (Vilademuls s.XII – Montcada 1194) fou abat de Sant Feliu de Girona, arquebisbe de Tarragona, llegat apostòlic, i conseller de la cort d'Alfons el cast.
Fill d'Arnau de Vilademuls i germà de Ramon II de Vilademuls, senyor de Llers i Pals, i de Blanca, casada amb Guillem II de Castellvell. Fou abat de la canongia de Sant Feliu de Girona d'ençà el 1170 i com a tal, ardiaca major de la catedral de Girona. Persona propera al rei Alfons el cast, el 1173 va establir una concòrdia pels drets reials i eclesiàstics en el domini compartit de Tarragona. El 1174 va ser nomenat arquebisbe de Tarragona tot i que no va poder prendre possessió fins al 1178.
El 1177, amb un nombrós cos de soldats naturals de Tarragona i del seu Camp acompanyà el rei Alfons a ajudar el monarca castellà Alfons VIII durant la conquesta de Conca. Posteriorment, Alfons I li encomanà missions delicades, com els pactes amb el comte de Tolosa, al Llenguadoc (1185). També feu costat al rei en la feudalització del camp de Tarragona, especialment en el sector occidental, atorgant cartes de repoblament com per exemple el 13 d'agost de 1180, amb el consentiment del rei Alfons I i de Bertran de Castellet, concedí als habitants de Mont-roig del camp la carta de població.
El 1179 assistí al tercer concili Lateranense que condemnà l'heretgia del catarisme. En un concili provincial del 1180 celebrat al seu retorn, feu abolir el costum de datar pels anys del rei de França, i amb decrets del 1181 i el 1193 fixà el nombre de canonges de Tarragona i estructurà la canònica i el capítol de beneficiats.
Fou assassinat El 16 de febrer de l'any 1194 al prat de Matabous, proper al castell de Montcada, pel vescomte Guillem I de Bearn, casat amb Guillema de Castellvell, neboda de l'arquebisbe. El mòbil del crim és encara obscur; sembla que n'hi havia d'ordre familiar, ja que probablement l'arquebisge feia les funcions de tutor dels germans Castellvell i d'altres d'econòmics, relacionats potser amb les ambicions a Urgell dels vescomtes de Bearn. Fou enterrat a Tarragona. El papa Calixt II, en butlla del 17 de juny del mateix any, va excomunicar l'assassí i els seus còmplices i disposà que per obtenir el perdó haurien d'anar en persona a sol·licitar-lo davant de la Seu Apostòlica. Així ho va fer Guillem Ramon, a qui, entre d'altres penitències, se l'imposà la d'anar de croat a Terra Santa.